# 블라디미르 이바시코
블라디미르 안토노비치 이바시코(러시아어: Владимир Антонович Ивашко, 우크라이나어: Володимир Антонович Івашко 볼로디미르 안토노비치 이바슈코[*], 1932년 10월 28일~1994년 11월 13일)는 소비에트 연방의 정치인이다. 1991년 8월 24일~1991년 8월 29일에 잠시 소비에트 연방의 서기장으로 추대되었다. 이바시코는 1990년 7월 4일~7월 9일까지 최고 라다의 지도자를 지낸 적이 있었다.
| 전임 미하일 고르바초프 | 소비에트 연방공산당 중앙위원회 서기장 권한대행 1991년 8월 24일 ~ 1991년 8월 29일 | 후임 폐지 |